# Alfons Hartmann
Alfons Hartmann (* 15. Mai 1915 in Hamburg; † 9. Dezember 1943 in Italien) war ein deutscher kommunistischer Widerstandskämpfer gegen den Nationalsozialismus und NS-Opfer.

## Leben
Hartmann entstammte einer Hamburger Arbeiterfamilie. Nach dem Besuch der Volksschule erlernte er den Beruf des Metallarbeiters, den er in der Siemens-Schuckert-Montage auf der Howaldtswerft ausübte. Er trat in die Kommunistische Partei Deutschlands (KPD) ein und engagierte sich gegen den aufkommenden Nationalsozialismus. Auch nach der Machtübertragung an die NSDAP setzte er diese Tätigkeit illegal fort. Als die Gestapo auf sein Wirken aufmerksam wurde, nahm sie ihn am 26. Oktober 1933 in „Schutzhaft“. Ein Gericht verurteilte ihn am 26. Januar 1934 zu einer Freiheitsstrafe. Als die Haftzeit beendet war, wurde er in das KZ Esterwegen überstellt. Nachdem er nach Beginn des Zweiten Weltkriegs von dort entlassen worden war, ging er in seinen Betrieb zurück und bekam dort Verbindung zur Widerstandsgruppe „Bästlein-Jacob-Abshagen“, die ausländische Zwangsarbeiter unterstützte, politische Aufklärung organisierte und Sabotagehandlungen plante. In der Howaldt-Werft gehörte er zusammen mit Oskar Voss zur Leitung der Gruppe. Als die Bästlein-Gruppierung aufflog, wurde er zusammen mit Oskar Voss verhaftet, ins KZ Fuhlsbüttel eingeliefert und in eine sogenannte „Bewährungskompanie“ gepresst, die in Italien eingesetzt war. Hier kam er ums Leben.